# Império de Quitara
```
   |-
       |
Erro:
:  
valor não especificado para "
nome_comum
"

   |-
       | 
Erro:
:  
valor não especificado para "
continente
"
```

O Império de Quitara (Kitara) é um império africano frequentemente evocado na tradição oral da região dos Grandes Lagos Africanos. Sua existência às vezes é referida como lendária, às vezes como histórica.

## História
A tradição oral referente ao império de Quitara foi recolhida por exploradores europeus que procuravam a nascente do rio Nilo na região dos Grandes Lagos Africanos na primeira metade do século XIX. Essas tradições citavam os Bacwezi, uma dinastia que teria realizado muitas conquistas geográficas, técnicas e culturais. Os exploradores europeus atribuíram, aos Bacwezi, o domínio de um império chamado Quitara, o qual teria tido um papel semelhante ao que o Império Carolíngio teve na Europa. Por longo tempo, o império de Quitara foi tido como uma realidade histórica. Mas, no final do século XX e início do XXI, alguns pesquisadores, como Jean-Pierre Chrétien, por exemplo, que publicou um artigo cético em 1985 sobre o tema, começaram a questionar a veracidade histórica do império.